# Björnhult, Grönestad och Hästebäcken
Björnhult, Grönestad och Hästebäcken var mellan 1990 och 2015 en av SCB avgränsad och namnsatt småort i Brandstorps socken i  Habo kommun, Jönköpings län, belägen vid Vätterns strand längs länsväg 195. Efter 2015 klassades området  som del av tätorten Rödån. När denna upplöstes 2023 avgränsades denna bebyggelse som en del av småorten Rödån där Nätebäcken söder om orten Rödån inte längre ingår